# Deutsche Beachhandball-Meisterschaften 2019
Die Deutsche Beachhandball-Meisterschaft 2019 waren einschließlich der fünf inoffiziellen Titelkämpfe die 24. Meisterschaften im Beachhandball. Sie wurde vom Deutschen Handballbund (DHB) ausgerichtet.
Die Teilnehmer der Meisterschaft qualifizierten sich dafür über eine vorgeschaltete Reihe von Turnieren, der Deutschen Beachhandball Tour, in der je nach Erfolgen Punkte gesammelt werden konnten. Am Ende qualifizierten sich jeweils 12 Frauen- und Männermannschaften für die Spiele vom 2. bis 4. August des Jahres. Austragungsort war zum vierten Mal in Folge und zugleich zum vorerst letzten Mal die Anlage BeachMitte in Berlin-Mitte. Die Mannschaften wurden auf Vierergruppen aufgeteilt, die bestplatzierten Teams jeder Gruppe qualifizierten sich für die Viertelfinals.
| Frauen Details | Berlin BeachMitte | Strandgeflüster Minden      | 2:0 | Beach Unicorns Hannover     | Brüder Ismaning           | 2:0 | CAIPIranhas Erlangen   |
| Männer Details | Berlin BeachMitte | BHC Beach & Da Gang Münster | 2:0 | BHT Hurricanes Herrenhausen | Die Otternasen Bartenbach | 2:1 | Beachmopeten Oberursel |